# Belegering van Algiers
De Belegering van Algiers is de Spaanse onderneming van verovering van de stad Algiers, toen in handen van de emirs Thaâliba, door Pedro Navarro in 1510.

## Context
Het speelde zich af in de context van een reeks zegevierende Spaanse aanvallen op de kust van Noord-Afrika (Mers-el-Kébir (1505), Oran (1509)...). Ook al werd Algiers niet ingenomen, de stad zag zich op 31 januari verplicht de Spaanse heerschappij in naam te erkennen en toe te zeggen een jaarlijks tribuut te betalen. Bovendien vestigden de Spanjaarden zich op een rotseiland tegenover de stad en bouwden daar een bolwerk, de Peñón van Algiers, om de haven van de stad te bewaken en te versperren.